# Velké dobrodružství Pepíka Střechy
Velké dobrodružství Pepíka Střechy je dětská autorská kniha Pavla Čecha. Kniha poprvé vyšla v roce 2012 v nakladatelství Petrkov. Obrázkový příběh se odehrává na hranici snu a reality, přičemž vypráví o Pepíkovi, který má v sobě spoustu strachů a pochybuje o sobě a svých schopnostech. Kniha má více než 200 stran, na kterých autor pomocí osobitých obrazů mapuje celý příběh. Malíř a ilustrátor Pavel Čech v knize zužitkoval své rozsáhlé zkušenosti s olejomalbou, kresbou, tvorbou knižních obálek, plakátů a reklamní grafikou.

## Děj
Pepík je školák, který není ve třídě oblíbený a často je terčem posměchu. Koktá, hodně čte dobrodružné knihy a jeho jediným přítelem je starý pan Antonín, se kterým se spřátelil při pobytu v nemocnici. Vše se změní, když do školy nastoupí nová spolužačka Elzevíra. Ta se s Pepíkem skamarádí a on jí ukazuje město. Po počátečních malých dobrodružstvích zůstane Pepík dlouho nemocný doma. Po návratu do školy zjistí, že Elzevíru také dlouho nikdo neviděl. Obejde proto všechna místa, která spolu navštívili a objeví od ní dopis, kde ho prosí o záchranu. V tento moment začíná opravdové dobrodružství. Pepík se musí postarat sám o sebe a zachránit někoho, koho má rád. Mezi mnohá poselství příběhu patří, že je těžké setkat se sám se sebou a nedat se na útěk. 

## Přijetí díla a interpretce
Komiksový publicista a redaktor Tomáš Prokůpek napsal, že navzdory své velikosti je toto dílo čisté, průzračné a křehké jako všechny starší Čechovy práce. Zároveň však zdůrazňuje, že je to nový příběh, který je kompaktní a zcela svébytný. Čechova poetika podle něj získala další netušené fasety – po stáří a smrti pronikla do krajiny foglarovské oslavy klukovského snění také první křehká láska i touha najít své místo v nepřehledném světě.
Podle Jana Němce z časopisu Host že dílo v kontextu autorovy tvorby nepředstavuje žádný velký přelom, dílo je však niternější. Čech se podle jeho názoru proti svým minulým knihám zlepšil v dramaturgii jednotlivých zobrazených akcí, byť stále zůstává „trochu neústrojné“ zapojení vypravěčského textu. Výraznou novinkou je pak také milostný prvek, který do díla vnáší prvky iniciačního románu, takže práce propojuje foglarovské dobrodružství s jungovským pojetím.
Kniha také získala v roce 2013 několik ocenění: Muriel – Nejlepší scénář 2013, Muriel – Nejlepší původní komiks 2013 a Magnesia Litera za knihu pro děti a mládež 2013.